# Rajongói fordítás
A rajongói fordítás nem hivatalos fordítása egy idegen nyelvű műnek. Ez lehet könyv, képregény, manga,  film, videójáték stb.
A szerzői jog értelmében ezek a rajongói fordítások törvénytelenek, bár a jogtulajdonosok csak ritkán emelnek szót ellenük. Feltételezhetően ez marketing és PR okokra vezethető vissza.
A fordítások minősége, és hogy mennyire tükrözik hitelesen az eredeti művet, változó.